# 교회행전
《교회행전》은 전국 곳곳에서 하나님의 사역을 감당하고 있는 교회를 직접 찾아가, 교회의 스토리와 간증을 듣는 CTS기독교TV의 현장 토크쇼이다.

## MC
- 김정석 = 목사
- 김경아= 개그우먼